# Vazba (šachy)
V šachu výraz vazba označuje situaci, ve které se některá napadená figura nemůže pohnout ze svého místa. Je to proto, že po ústupu napadané figury by byla napadena jiná, ještě hodnotnější figura, nebo by byl vystaven král šachu. Výraz vázat označuje stav, kdy figura napadením figury soupeře vytvoří vazbu a tím jí znemožní pohyb. Figura, která má omezený pohyb, je ve vazbě.
Vázat mohou pouze figury, které se mohou podle pravidel pohybovat o neomezené množství polí v horizontálním, vertikálním nebo diagonálním směru. Jsou to figury: střelec, věž a dáma. Král, jezdec ani pěšec vazbit nemohou. Vazbou lze znemožnit pohyb jakékoliv figuře s výjimkou krále.

## Typy
|   | a | b | c | d | e | f | g | h |   |
| 8 | b8 černý věž · c8 černý král · e6 černý jezdec · f5 bílý střelec · b4 bílý jezdec · b1 bílý dáma · d1 bílý král | b8 černý věž · c8 černý král · e6 černý jezdec · f5 bílý střelec · b4 bílý jezdec · b1 bílý dáma · d1 bílý král | b8 černý věž · c8 černý král · e6 černý jezdec · f5 bílý střelec · b4 bílý jezdec · b1 bílý dáma · d1 bílý král | b8 černý věž · c8 černý král · e6 černý jezdec · f5 bílý střelec · b4 bílý jezdec · b1 bílý dáma · d1 bílý král | b8 černý věž · c8 černý král · e6 černý jezdec · f5 bílý střelec · b4 bílý jezdec · b1 bílý dáma · d1 bílý král | b8 černý věž · c8 černý král · e6 černý jezdec · f5 bílý střelec · b4 bílý jezdec · b1 bílý dáma · d1 bílý král | b8 černý věž · c8 černý král · e6 černý jezdec · f5 bílý střelec · b4 bílý jezdec · b1 bílý dáma · d1 bílý král | b8 černý věž · c8 černý král · e6 černý jezdec · f5 bílý střelec · b4 bílý jezdec · b1 bílý dáma · d1 bílý král | 8 |
| 7 | b8 černý věž · c8 černý král · e6 černý jezdec · f5 bílý střelec · b4 bílý jezdec · b1 bílý dáma · d1 bílý král | b8 černý věž · c8 černý král · e6 černý jezdec · f5 bílý střelec · b4 bílý jezdec · b1 bílý dáma · d1 bílý král | b8 černý věž · c8 černý král · e6 černý jezdec · f5 bílý střelec · b4 bílý jezdec · b1 bílý dáma · d1 bílý král | b8 černý věž · c8 černý král · e6 černý jezdec · f5 bílý střelec · b4 bílý jezdec · b1 bílý dáma · d1 bílý král | b8 černý věž · c8 černý král · e6 černý jezdec · f5 bílý střelec · b4 bílý jezdec · b1 bílý dáma · d1 bílý král | b8 černý věž · c8 černý král · e6 černý jezdec · f5 bílý střelec · b4 bílý jezdec · b1 bílý dáma · d1 bílý král | b8 černý věž · c8 černý král · e6 černý jezdec · f5 bílý střelec · b4 bílý jezdec · b1 bílý dáma · d1 bílý král | b8 černý věž · c8 černý král · e6 černý jezdec · f5 bílý střelec · b4 bílý jezdec · b1 bílý dáma · d1 bílý král | 7 |
| 6 | b8 černý věž · c8 černý král · e6 černý jezdec · f5 bílý střelec · b4 bílý jezdec · b1 bílý dáma · d1 bílý král | b8 černý věž · c8 černý král · e6 černý jezdec · f5 bílý střelec · b4 bílý jezdec · b1 bílý dáma · d1 bílý král | b8 černý věž · c8 černý král · e6 černý jezdec · f5 bílý střelec · b4 bílý jezdec · b1 bílý dáma · d1 bílý král | b8 černý věž · c8 černý král · e6 černý jezdec · f5 bílý střelec · b4 bílý jezdec · b1 bílý dáma · d1 bílý král | b8 černý věž · c8 černý král · e6 černý jezdec · f5 bílý střelec · b4 bílý jezdec · b1 bílý dáma · d1 bílý král | b8 černý věž · c8 černý král · e6 černý jezdec · f5 bílý střelec · b4 bílý jezdec · b1 bílý dáma · d1 bílý král | b8 černý věž · c8 černý král · e6 černý jezdec · f5 bílý střelec · b4 bílý jezdec · b1 bílý dáma · d1 bílý král | b8 černý věž · c8 černý král · e6 černý jezdec · f5 bílý střelec · b4 bílý jezdec · b1 bílý dáma · d1 bílý král | 6 |
| 5 | b8 černý věž · c8 černý král · e6 černý jezdec · f5 bílý střelec · b4 bílý jezdec · b1 bílý dáma · d1 bílý král | b8 černý věž · c8 černý král · e6 černý jezdec · f5 bílý střelec · b4 bílý jezdec · b1 bílý dáma · d1 bílý král | b8 černý věž · c8 černý král · e6 černý jezdec · f5 bílý střelec · b4 bílý jezdec · b1 bílý dáma · d1 bílý král | b8 černý věž · c8 černý král · e6 černý jezdec · f5 bílý střelec · b4 bílý jezdec · b1 bílý dáma · d1 bílý král | b8 černý věž · c8 černý král · e6 černý jezdec · f5 bílý střelec · b4 bílý jezdec · b1 bílý dáma · d1 bílý král | b8 černý věž · c8 černý král · e6 černý jezdec · f5 bílý střelec · b4 bílý jezdec · b1 bílý dáma · d1 bílý král | b8 černý věž · c8 černý král · e6 černý jezdec · f5 bílý střelec · b4 bílý jezdec · b1 bílý dáma · d1 bílý král | b8 černý věž · c8 černý král · e6 černý jezdec · f5 bílý střelec · b4 bílý jezdec · b1 bílý dáma · d1 bílý král | 5 |
| 4 | b8 černý věž · c8 černý král · e6 černý jezdec · f5 bílý střelec · b4 bílý jezdec · b1 bílý dáma · d1 bílý král | b8 černý věž · c8 černý král · e6 černý jezdec · f5 bílý střelec · b4 bílý jezdec · b1 bílý dáma · d1 bílý král | b8 černý věž · c8 černý král · e6 černý jezdec · f5 bílý střelec · b4 bílý jezdec · b1 bílý dáma · d1 bílý král | b8 černý věž · c8 černý král · e6 černý jezdec · f5 bílý střelec · b4 bílý jezdec · b1 bílý dáma · d1 bílý král | b8 černý věž · c8 černý král · e6 černý jezdec · f5 bílý střelec · b4 bílý jezdec · b1 bílý dáma · d1 bílý král | b8 černý věž · c8 černý král · e6 černý jezdec · f5 bílý střelec · b4 bílý jezdec · b1 bílý dáma · d1 bílý král | b8 černý věž · c8 černý král · e6 černý jezdec · f5 bílý střelec · b4 bílý jezdec · b1 bílý dáma · d1 bílý král | b8 černý věž · c8 černý král · e6 černý jezdec · f5 bílý střelec · b4 bílý jezdec · b1 bílý dáma · d1 bílý král | 4 |
| 3 | b8 černý věž · c8 černý král · e6 černý jezdec · f5 bílý střelec · b4 bílý jezdec · b1 bílý dáma · d1 bílý král | b8 černý věž · c8 černý král · e6 černý jezdec · f5 bílý střelec · b4 bílý jezdec · b1 bílý dáma · d1 bílý král | b8 černý věž · c8 černý král · e6 černý jezdec · f5 bílý střelec · b4 bílý jezdec · b1 bílý dáma · d1 bílý král | b8 černý věž · c8 černý král · e6 černý jezdec · f5 bílý střelec · b4 bílý jezdec · b1 bílý dáma · d1 bílý král | b8 černý věž · c8 černý král · e6 černý jezdec · f5 bílý střelec · b4 bílý jezdec · b1 bílý dáma · d1 bílý král | b8 černý věž · c8 černý král · e6 černý jezdec · f5 bílý střelec · b4 bílý jezdec · b1 bílý dáma · d1 bílý král | b8 černý věž · c8 černý král · e6 černý jezdec · f5 bílý střelec · b4 bílý jezdec · b1 bílý dáma · d1 bílý král | b8 černý věž · c8 černý král · e6 černý jezdec · f5 bílý střelec · b4 bílý jezdec · b1 bílý dáma · d1 bílý král | 3 |
| 2 | b8 černý věž · c8 černý král · e6 černý jezdec · f5 bílý střelec · b4 bílý jezdec · b1 bílý dáma · d1 bílý král | b8 černý věž · c8 černý král · e6 černý jezdec · f5 bílý střelec · b4 bílý jezdec · b1 bílý dáma · d1 bílý král | b8 černý věž · c8 černý král · e6 černý jezdec · f5 bílý střelec · b4 bílý jezdec · b1 bílý dáma · d1 bílý král | b8 černý věž · c8 černý král · e6 černý jezdec · f5 bílý střelec · b4 bílý jezdec · b1 bílý dáma · d1 bílý král | b8 černý věž · c8 černý král · e6 černý jezdec · f5 bílý střelec · b4 bílý jezdec · b1 bílý dáma · d1 bílý král | b8 černý věž · c8 černý král · e6 černý jezdec · f5 bílý střelec · b4 bílý jezdec · b1 bílý dáma · d1 bílý král | b8 černý věž · c8 černý král · e6 černý jezdec · f5 bílý střelec · b4 bílý jezdec · b1 bílý dáma · d1 bílý král | b8 černý věž · c8 černý král · e6 černý jezdec · f5 bílý střelec · b4 bílý jezdec · b1 bílý dáma · d1 bílý král | 2 |
| 1 | b8 černý věž · c8 černý král · e6 černý jezdec · f5 bílý střelec · b4 bílý jezdec · b1 bílý dáma · d1 bílý král | b8 černý věž · c8 černý král · e6 černý jezdec · f5 bílý střelec · b4 bílý jezdec · b1 bílý dáma · d1 bílý král | b8 černý věž · c8 černý král · e6 černý jezdec · f5 bílý střelec · b4 bílý jezdec · b1 bílý dáma · d1 bílý král | b8 černý věž · c8 černý král · e6 černý jezdec · f5 bílý střelec · b4 bílý jezdec · b1 bílý dáma · d1 bílý král | b8 černý věž · c8 černý král · e6 černý jezdec · f5 bílý střelec · b4 bílý jezdec · b1 bílý dáma · d1 bílý král | b8 černý věž · c8 černý král · e6 černý jezdec · f5 bílý střelec · b4 bílý jezdec · b1 bílý dáma · d1 bílý král | b8 černý věž · c8 černý král · e6 černý jezdec · f5 bílý střelec · b4 bílý jezdec · b1 bílý dáma · d1 bílý král | b8 černý věž · c8 černý král · e6 černý jezdec · f5 bílý střelec · b4 bílý jezdec · b1 bílý dáma · d1 bílý král | 1 |
|   | a | b | c | d | e | f | g | h |   |

Na diagramu je vidět absolutní vazba černého jezdce. Pohyb touto figurou by odporoval pravidlům, neboť pak by černý král měl šach od bílého střelce. Vazba bílého koně je pouze relativní. Pohyb koněm je podle pravidel možný, ale v takovém případě by černá věž sebrala bílou dámu.
|   | a                                                                                           | b                                                                                           | c                                                                                           | d                                                                                           | e                                                                                           | f                                                                                           | g                                                                                           | h                                                                                           |   |
| 8 | e8 černý král · b7 černý pěšec · e5 černý dáma · b2 bílý pěšec · e1 bílý věž · f1 bílý král | e8 černý král · b7 černý pěšec · e5 černý dáma · b2 bílý pěšec · e1 bílý věž · f1 bílý král | e8 černý král · b7 černý pěšec · e5 černý dáma · b2 bílý pěšec · e1 bílý věž · f1 bílý král | e8 černý král · b7 černý pěšec · e5 černý dáma · b2 bílý pěšec · e1 bílý věž · f1 bílý král | e8 černý král · b7 černý pěšec · e5 černý dáma · b2 bílý pěšec · e1 bílý věž · f1 bílý král | e8 černý král · b7 černý pěšec · e5 černý dáma · b2 bílý pěšec · e1 bílý věž · f1 bílý král | e8 černý král · b7 černý pěšec · e5 černý dáma · b2 bílý pěšec · e1 bílý věž · f1 bílý král | e8 černý král · b7 černý pěšec · e5 černý dáma · b2 bílý pěšec · e1 bílý věž · f1 bílý král | 8 |
| 7 | e8 černý král · b7 černý pěšec · e5 černý dáma · b2 bílý pěšec · e1 bílý věž · f1 bílý král | e8 černý král · b7 černý pěšec · e5 černý dáma · b2 bílý pěšec · e1 bílý věž · f1 bílý král | e8 černý král · b7 černý pěšec · e5 černý dáma · b2 bílý pěšec · e1 bílý věž · f1 bílý král | e8 černý král · b7 černý pěšec · e5 černý dáma · b2 bílý pěšec · e1 bílý věž · f1 bílý král | e8 černý král · b7 černý pěšec · e5 černý dáma · b2 bílý pěšec · e1 bílý věž · f1 bílý král | e8 černý král · b7 černý pěšec · e5 černý dáma · b2 bílý pěšec · e1 bílý věž · f1 bílý král | e8 černý král · b7 černý pěšec · e5 černý dáma · b2 bílý pěšec · e1 bílý věž · f1 bílý král | e8 černý král · b7 černý pěšec · e5 černý dáma · b2 bílý pěšec · e1 bílý věž · f1 bílý král | 7 |
| 6 | e8 černý král · b7 černý pěšec · e5 černý dáma · b2 bílý pěšec · e1 bílý věž · f1 bílý král | e8 černý král · b7 černý pěšec · e5 černý dáma · b2 bílý pěšec · e1 bílý věž · f1 bílý král | e8 černý král · b7 černý pěšec · e5 černý dáma · b2 bílý pěšec · e1 bílý věž · f1 bílý král | e8 černý král · b7 černý pěšec · e5 černý dáma · b2 bílý pěšec · e1 bílý věž · f1 bílý král | e8 černý král · b7 černý pěšec · e5 černý dáma · b2 bílý pěšec · e1 bílý věž · f1 bílý král | e8 černý král · b7 černý pěšec · e5 černý dáma · b2 bílý pěšec · e1 bílý věž · f1 bílý král | e8 černý král · b7 černý pěšec · e5 černý dáma · b2 bílý pěšec · e1 bílý věž · f1 bílý král | e8 černý král · b7 černý pěšec · e5 černý dáma · b2 bílý pěšec · e1 bílý věž · f1 bílý král | 6 |
| 5 | e8 černý král · b7 černý pěšec · e5 černý dáma · b2 bílý pěšec · e1 bílý věž · f1 bílý král | e8 černý král · b7 černý pěšec · e5 černý dáma · b2 bílý pěšec · e1 bílý věž · f1 bílý král | e8 černý král · b7 černý pěšec · e5 černý dáma · b2 bílý pěšec · e1 bílý věž · f1 bílý král | e8 černý král · b7 černý pěšec · e5 černý dáma · b2 bílý pěšec · e1 bílý věž · f1 bílý král | e8 černý král · b7 černý pěšec · e5 černý dáma · b2 bílý pěšec · e1 bílý věž · f1 bílý král | e8 černý král · b7 černý pěšec · e5 černý dáma · b2 bílý pěšec · e1 bílý věž · f1 bílý král | e8 černý král · b7 černý pěšec · e5 černý dáma · b2 bílý pěšec · e1 bílý věž · f1 bílý král | e8 černý král · b7 černý pěšec · e5 černý dáma · b2 bílý pěšec · e1 bílý věž · f1 bílý král | 5 |
| 4 | e8 černý král · b7 černý pěšec · e5 černý dáma · b2 bílý pěšec · e1 bílý věž · f1 bílý král | e8 černý král · b7 černý pěšec · e5 černý dáma · b2 bílý pěšec · e1 bílý věž · f1 bílý král | e8 černý král · b7 černý pěšec · e5 černý dáma · b2 bílý pěšec · e1 bílý věž · f1 bílý král | e8 černý král · b7 černý pěšec · e5 černý dáma · b2 bílý pěšec · e1 bílý věž · f1 bílý král | e8 černý král · b7 černý pěšec · e5 černý dáma · b2 bílý pěšec · e1 bílý věž · f1 bílý král | e8 černý král · b7 černý pěšec · e5 černý dáma · b2 bílý pěšec · e1 bílý věž · f1 bílý král | e8 černý král · b7 černý pěšec · e5 černý dáma · b2 bílý pěšec · e1 bílý věž · f1 bílý král | e8 černý král · b7 černý pěšec · e5 černý dáma · b2 bílý pěšec · e1 bílý věž · f1 bílý král | 4 |
| 3 | e8 černý král · b7 černý pěšec · e5 černý dáma · b2 bílý pěšec · e1 bílý věž · f1 bílý král | e8 černý král · b7 černý pěšec · e5 černý dáma · b2 bílý pěšec · e1 bílý věž · f1 bílý král | e8 černý král · b7 černý pěšec · e5 černý dáma · b2 bílý pěšec · e1 bílý věž · f1 bílý král | e8 černý král · b7 černý pěšec · e5 černý dáma · b2 bílý pěšec · e1 bílý věž · f1 bílý král | e8 černý král · b7 černý pěšec · e5 černý dáma · b2 bílý pěšec · e1 bílý věž · f1 bílý král | e8 černý král · b7 černý pěšec · e5 černý dáma · b2 bílý pěšec · e1 bílý věž · f1 bílý král | e8 černý král · b7 černý pěšec · e5 černý dáma · b2 bílý pěšec · e1 bílý věž · f1 bílý král | e8 černý král · b7 černý pěšec · e5 černý dáma · b2 bílý pěšec · e1 bílý věž · f1 bílý král | 3 |
| 2 | e8 černý král · b7 černý pěšec · e5 černý dáma · b2 bílý pěšec · e1 bílý věž · f1 bílý král | e8 černý král · b7 černý pěšec · e5 černý dáma · b2 bílý pěšec · e1 bílý věž · f1 bílý král | e8 černý král · b7 černý pěšec · e5 černý dáma · b2 bílý pěšec · e1 bílý věž · f1 bílý král | e8 černý král · b7 černý pěšec · e5 černý dáma · b2 bílý pěšec · e1 bílý věž · f1 bílý král | e8 černý král · b7 černý pěšec · e5 černý dáma · b2 bílý pěšec · e1 bílý věž · f1 bílý král | e8 černý král · b7 černý pěšec · e5 černý dáma · b2 bílý pěšec · e1 bílý věž · f1 bílý král | e8 černý král · b7 černý pěšec · e5 černý dáma · b2 bílý pěšec · e1 bílý věž · f1 bílý král | e8 černý král · b7 černý pěšec · e5 černý dáma · b2 bílý pěšec · e1 bílý věž · f1 bílý král | 2 |
| 1 | e8 černý král · b7 černý pěšec · e5 černý dáma · b2 bílý pěšec · e1 bílý věž · f1 bílý král | e8 černý král · b7 černý pěšec · e5 černý dáma · b2 bílý pěšec · e1 bílý věž · f1 bílý král | e8 černý král · b7 černý pěšec · e5 černý dáma · b2 bílý pěšec · e1 bílý věž · f1 bílý král | e8 černý král · b7 černý pěšec · e5 černý dáma · b2 bílý pěšec · e1 bílý věž · f1 bílý král | e8 černý král · b7 černý pěšec · e5 černý dáma · b2 bílý pěšec · e1 bílý věž · f1 bílý král | e8 černý král · b7 černý pěšec · e5 černý dáma · b2 bílý pěšec · e1 bílý věž · f1 bílý král | e8 černý král · b7 černý pěšec · e5 černý dáma · b2 bílý pěšec · e1 bílý věž · f1 bílý král | e8 černý král · b7 černý pěšec · e5 černý dáma · b2 bílý pěšec · e1 bílý věž · f1 bílý král | 1 |
|   | a                                                                                           | b                                                                                           | c                                                                                           | d                                                                                           | e                                                                                           | f                                                                                           | g                                                                                           | h                                                                                           |   |

|   | a | b | c | d | e | f | g | h |   |
| 8 | b8 černý věž · g8 černý král · c7 černý pěšec · f7 černý pěšec · h7 černý pěšec · d6 černý pěšec · g6 černý pěšec · d5 černý střelec · b4 bílý jezdec · c3 bílý pěšec · e3 bílý pěšec · f2 bílý pěšec · g2 bílý pěšec · h2 bílý pěšec · e1 bílý král · h1 bílý věž | b8 černý věž · g8 černý král · c7 černý pěšec · f7 černý pěšec · h7 černý pěšec · d6 černý pěšec · g6 černý pěšec · d5 černý střelec · b4 bílý jezdec · c3 bílý pěšec · e3 bílý pěšec · f2 bílý pěšec · g2 bílý pěšec · h2 bílý pěšec · e1 bílý král · h1 bílý věž | b8 černý věž · g8 černý král · c7 černý pěšec · f7 černý pěšec · h7 černý pěšec · d6 černý pěšec · g6 černý pěšec · d5 černý střelec · b4 bílý jezdec · c3 bílý pěšec · e3 bílý pěšec · f2 bílý pěšec · g2 bílý pěšec · h2 bílý pěšec · e1 bílý král · h1 bílý věž | b8 černý věž · g8 černý král · c7 černý pěšec · f7 černý pěšec · h7 černý pěšec · d6 černý pěšec · g6 černý pěšec · d5 černý střelec · b4 bílý jezdec · c3 bílý pěšec · e3 bílý pěšec · f2 bílý pěšec · g2 bílý pěšec · h2 bílý pěšec · e1 bílý král · h1 bílý věž | b8 černý věž · g8 černý král · c7 černý pěšec · f7 černý pěšec · h7 černý pěšec · d6 černý pěšec · g6 černý pěšec · d5 černý střelec · b4 bílý jezdec · c3 bílý pěšec · e3 bílý pěšec · f2 bílý pěšec · g2 bílý pěšec · h2 bílý pěšec · e1 bílý král · h1 bílý věž | b8 černý věž · g8 černý král · c7 černý pěšec · f7 černý pěšec · h7 černý pěšec · d6 černý pěšec · g6 černý pěšec · d5 černý střelec · b4 bílý jezdec · c3 bílý pěšec · e3 bílý pěšec · f2 bílý pěšec · g2 bílý pěšec · h2 bílý pěšec · e1 bílý král · h1 bílý věž | b8 černý věž · g8 černý král · c7 černý pěšec · f7 černý pěšec · h7 černý pěšec · d6 černý pěšec · g6 černý pěšec · d5 černý střelec · b4 bílý jezdec · c3 bílý pěšec · e3 bílý pěšec · f2 bílý pěšec · g2 bílý pěšec · h2 bílý pěšec · e1 bílý král · h1 bílý věž | b8 černý věž · g8 černý král · c7 černý pěšec · f7 černý pěšec · h7 černý pěšec · d6 černý pěšec · g6 černý pěšec · d5 černý střelec · b4 bílý jezdec · c3 bílý pěšec · e3 bílý pěšec · f2 bílý pěšec · g2 bílý pěšec · h2 bílý pěšec · e1 bílý král · h1 bílý věž | 8 |
| 7 | b8 černý věž · g8 černý král · c7 černý pěšec · f7 černý pěšec · h7 černý pěšec · d6 černý pěšec · g6 černý pěšec · d5 černý střelec · b4 bílý jezdec · c3 bílý pěšec · e3 bílý pěšec · f2 bílý pěšec · g2 bílý pěšec · h2 bílý pěšec · e1 bílý král · h1 bílý věž | b8 černý věž · g8 černý král · c7 černý pěšec · f7 černý pěšec · h7 černý pěšec · d6 černý pěšec · g6 černý pěšec · d5 černý střelec · b4 bílý jezdec · c3 bílý pěšec · e3 bílý pěšec · f2 bílý pěšec · g2 bílý pěšec · h2 bílý pěšec · e1 bílý král · h1 bílý věž | b8 černý věž · g8 černý král · c7 černý pěšec · f7 černý pěšec · h7 černý pěšec · d6 černý pěšec · g6 černý pěšec · d5 černý střelec · b4 bílý jezdec · c3 bílý pěšec · e3 bílý pěšec · f2 bílý pěšec · g2 bílý pěšec · h2 bílý pěšec · e1 bílý král · h1 bílý věž | b8 černý věž · g8 černý král · c7 černý pěšec · f7 černý pěšec · h7 černý pěšec · d6 černý pěšec · g6 černý pěšec · d5 černý střelec · b4 bílý jezdec · c3 bílý pěšec · e3 bílý pěšec · f2 bílý pěšec · g2 bílý pěšec · h2 bílý pěšec · e1 bílý král · h1 bílý věž | b8 černý věž · g8 černý král · c7 černý pěšec · f7 černý pěšec · h7 černý pěšec · d6 černý pěšec · g6 černý pěšec · d5 černý střelec · b4 bílý jezdec · c3 bílý pěšec · e3 bílý pěšec · f2 bílý pěšec · g2 bílý pěšec · h2 bílý pěšec · e1 bílý král · h1 bílý věž | b8 černý věž · g8 černý král · c7 černý pěšec · f7 černý pěšec · h7 černý pěšec · d6 černý pěšec · g6 černý pěšec · d5 černý střelec · b4 bílý jezdec · c3 bílý pěšec · e3 bílý pěšec · f2 bílý pěšec · g2 bílý pěšec · h2 bílý pěšec · e1 bílý král · h1 bílý věž | b8 černý věž · g8 černý král · c7 černý pěšec · f7 černý pěšec · h7 černý pěšec · d6 černý pěšec · g6 černý pěšec · d5 černý střelec · b4 bílý jezdec · c3 bílý pěšec · e3 bílý pěšec · f2 bílý pěšec · g2 bílý pěšec · h2 bílý pěšec · e1 bílý král · h1 bílý věž | b8 černý věž · g8 černý král · c7 černý pěšec · f7 černý pěšec · h7 černý pěšec · d6 černý pěšec · g6 černý pěšec · d5 černý střelec · b4 bílý jezdec · c3 bílý pěšec · e3 bílý pěšec · f2 bílý pěšec · g2 bílý pěšec · h2 bílý pěšec · e1 bílý král · h1 bílý věž | 7 |
| 6 | b8 černý věž · g8 černý král · c7 černý pěšec · f7 černý pěšec · h7 černý pěšec · d6 černý pěšec · g6 černý pěšec · d5 černý střelec · b4 bílý jezdec · c3 bílý pěšec · e3 bílý pěšec · f2 bílý pěšec · g2 bílý pěšec · h2 bílý pěšec · e1 bílý král · h1 bílý věž | b8 černý věž · g8 černý král · c7 černý pěšec · f7 černý pěšec · h7 černý pěšec · d6 černý pěšec · g6 černý pěšec · d5 černý střelec · b4 bílý jezdec · c3 bílý pěšec · e3 bílý pěšec · f2 bílý pěšec · g2 bílý pěšec · h2 bílý pěšec · e1 bílý král · h1 bílý věž | b8 černý věž · g8 černý král · c7 černý pěšec · f7 černý pěšec · h7 černý pěšec · d6 černý pěšec · g6 černý pěšec · d5 černý střelec · b4 bílý jezdec · c3 bílý pěšec · e3 bílý pěšec · f2 bílý pěšec · g2 bílý pěšec · h2 bílý pěšec · e1 bílý král · h1 bílý věž | b8 černý věž · g8 černý král · c7 černý pěšec · f7 černý pěšec · h7 černý pěšec · d6 černý pěšec · g6 černý pěšec · d5 černý střelec · b4 bílý jezdec · c3 bílý pěšec · e3 bílý pěšec · f2 bílý pěšec · g2 bílý pěšec · h2 bílý pěšec · e1 bílý král · h1 bílý věž | b8 černý věž · g8 černý král · c7 černý pěšec · f7 černý pěšec · h7 černý pěšec · d6 černý pěšec · g6 černý pěšec · d5 černý střelec · b4 bílý jezdec · c3 bílý pěšec · e3 bílý pěšec · f2 bílý pěšec · g2 bílý pěšec · h2 bílý pěšec · e1 bílý král · h1 bílý věž | b8 černý věž · g8 černý král · c7 černý pěšec · f7 černý pěšec · h7 černý pěšec · d6 černý pěšec · g6 černý pěšec · d5 černý střelec · b4 bílý jezdec · c3 bílý pěšec · e3 bílý pěšec · f2 bílý pěšec · g2 bílý pěšec · h2 bílý pěšec · e1 bílý král · h1 bílý věž | b8 černý věž · g8 černý král · c7 černý pěšec · f7 černý pěšec · h7 černý pěšec · d6 černý pěšec · g6 černý pěšec · d5 černý střelec · b4 bílý jezdec · c3 bílý pěšec · e3 bílý pěšec · f2 bílý pěšec · g2 bílý pěšec · h2 bílý pěšec · e1 bílý král · h1 bílý věž | b8 černý věž · g8 černý král · c7 černý pěšec · f7 černý pěšec · h7 černý pěšec · d6 černý pěšec · g6 černý pěšec · d5 černý střelec · b4 bílý jezdec · c3 bílý pěšec · e3 bílý pěšec · f2 bílý pěšec · g2 bílý pěšec · h2 bílý pěšec · e1 bílý král · h1 bílý věž | 6 |
| 5 | b8 černý věž · g8 černý král · c7 černý pěšec · f7 černý pěšec · h7 černý pěšec · d6 černý pěšec · g6 černý pěšec · d5 černý střelec · b4 bílý jezdec · c3 bílý pěšec · e3 bílý pěšec · f2 bílý pěšec · g2 bílý pěšec · h2 bílý pěšec · e1 bílý král · h1 bílý věž | b8 černý věž · g8 černý král · c7 černý pěšec · f7 černý pěšec · h7 černý pěšec · d6 černý pěšec · g6 černý pěšec · d5 černý střelec · b4 bílý jezdec · c3 bílý pěšec · e3 bílý pěšec · f2 bílý pěšec · g2 bílý pěšec · h2 bílý pěšec · e1 bílý král · h1 bílý věž | b8 černý věž · g8 černý král · c7 černý pěšec · f7 černý pěšec · h7 černý pěšec · d6 černý pěšec · g6 černý pěšec · d5 černý střelec · b4 bílý jezdec · c3 bílý pěšec · e3 bílý pěšec · f2 bílý pěšec · g2 bílý pěšec · h2 bílý pěšec · e1 bílý král · h1 bílý věž | b8 černý věž · g8 černý král · c7 černý pěšec · f7 černý pěšec · h7 černý pěšec · d6 černý pěšec · g6 černý pěšec · d5 černý střelec · b4 bílý jezdec · c3 bílý pěšec · e3 bílý pěšec · f2 bílý pěšec · g2 bílý pěšec · h2 bílý pěšec · e1 bílý král · h1 bílý věž | b8 černý věž · g8 černý král · c7 černý pěšec · f7 černý pěšec · h7 černý pěšec · d6 černý pěšec · g6 černý pěšec · d5 černý střelec · b4 bílý jezdec · c3 bílý pěšec · e3 bílý pěšec · f2 bílý pěšec · g2 bílý pěšec · h2 bílý pěšec · e1 bílý král · h1 bílý věž | b8 černý věž · g8 černý král · c7 černý pěšec · f7 černý pěšec · h7 černý pěšec · d6 černý pěšec · g6 černý pěšec · d5 černý střelec · b4 bílý jezdec · c3 bílý pěšec · e3 bílý pěšec · f2 bílý pěšec · g2 bílý pěšec · h2 bílý pěšec · e1 bílý král · h1 bílý věž | b8 černý věž · g8 černý král · c7 černý pěšec · f7 černý pěšec · h7 černý pěšec · d6 černý pěšec · g6 černý pěšec · d5 černý střelec · b4 bílý jezdec · c3 bílý pěšec · e3 bílý pěšec · f2 bílý pěšec · g2 bílý pěšec · h2 bílý pěšec · e1 bílý král · h1 bílý věž | b8 černý věž · g8 černý král · c7 černý pěšec · f7 černý pěšec · h7 černý pěšec · d6 černý pěšec · g6 černý pěšec · d5 černý střelec · b4 bílý jezdec · c3 bílý pěšec · e3 bílý pěšec · f2 bílý pěšec · g2 bílý pěšec · h2 bílý pěšec · e1 bílý král · h1 bílý věž | 5 |
| 4 | b8 černý věž · g8 černý král · c7 černý pěšec · f7 černý pěšec · h7 černý pěšec · d6 černý pěšec · g6 černý pěšec · d5 černý střelec · b4 bílý jezdec · c3 bílý pěšec · e3 bílý pěšec · f2 bílý pěšec · g2 bílý pěšec · h2 bílý pěšec · e1 bílý král · h1 bílý věž | b8 černý věž · g8 černý král · c7 černý pěšec · f7 černý pěšec · h7 černý pěšec · d6 černý pěšec · g6 černý pěšec · d5 černý střelec · b4 bílý jezdec · c3 bílý pěšec · e3 bílý pěšec · f2 bílý pěšec · g2 bílý pěšec · h2 bílý pěšec · e1 bílý král · h1 bílý věž | b8 černý věž · g8 černý král · c7 černý pěšec · f7 černý pěšec · h7 černý pěšec · d6 černý pěšec · g6 černý pěšec · d5 černý střelec · b4 bílý jezdec · c3 bílý pěšec · e3 bílý pěšec · f2 bílý pěšec · g2 bílý pěšec · h2 bílý pěšec · e1 bílý král · h1 bílý věž | b8 černý věž · g8 černý král · c7 černý pěšec · f7 černý pěšec · h7 černý pěšec · d6 černý pěšec · g6 černý pěšec · d5 černý střelec · b4 bílý jezdec · c3 bílý pěšec · e3 bílý pěšec · f2 bílý pěšec · g2 bílý pěšec · h2 bílý pěšec · e1 bílý král · h1 bílý věž | b8 černý věž · g8 černý král · c7 černý pěšec · f7 černý pěšec · h7 černý pěšec · d6 černý pěšec · g6 černý pěšec · d5 černý střelec · b4 bílý jezdec · c3 bílý pěšec · e3 bílý pěšec · f2 bílý pěšec · g2 bílý pěšec · h2 bílý pěšec · e1 bílý král · h1 bílý věž | b8 černý věž · g8 černý král · c7 černý pěšec · f7 černý pěšec · h7 černý pěšec · d6 černý pěšec · g6 černý pěšec · d5 černý střelec · b4 bílý jezdec · c3 bílý pěšec · e3 bílý pěšec · f2 bílý pěšec · g2 bílý pěšec · h2 bílý pěšec · e1 bílý král · h1 bílý věž | b8 černý věž · g8 černý král · c7 černý pěšec · f7 černý pěšec · h7 černý pěšec · d6 černý pěšec · g6 černý pěšec · d5 černý střelec · b4 bílý jezdec · c3 bílý pěšec · e3 bílý pěšec · f2 bílý pěšec · g2 bílý pěšec · h2 bílý pěšec · e1 bílý král · h1 bílý věž | b8 černý věž · g8 černý král · c7 černý pěšec · f7 černý pěšec · h7 černý pěšec · d6 černý pěšec · g6 černý pěšec · d5 černý střelec · b4 bílý jezdec · c3 bílý pěšec · e3 bílý pěšec · f2 bílý pěšec · g2 bílý pěšec · h2 bílý pěšec · e1 bílý král · h1 bílý věž | 4 |
| 3 | b8 černý věž · g8 černý král · c7 černý pěšec · f7 černý pěšec · h7 černý pěšec · d6 černý pěšec · g6 černý pěšec · d5 černý střelec · b4 bílý jezdec · c3 bílý pěšec · e3 bílý pěšec · f2 bílý pěšec · g2 bílý pěšec · h2 bílý pěšec · e1 bílý král · h1 bílý věž | b8 černý věž · g8 černý král · c7 černý pěšec · f7 černý pěšec · h7 černý pěšec · d6 černý pěšec · g6 černý pěšec · d5 černý střelec · b4 bílý jezdec · c3 bílý pěšec · e3 bílý pěšec · f2 bílý pěšec · g2 bílý pěšec · h2 bílý pěšec · e1 bílý král · h1 bílý věž | b8 černý věž · g8 černý král · c7 černý pěšec · f7 černý pěšec · h7 černý pěšec · d6 černý pěšec · g6 černý pěšec · d5 černý střelec · b4 bílý jezdec · c3 bílý pěšec · e3 bílý pěšec · f2 bílý pěšec · g2 bílý pěšec · h2 bílý pěšec · e1 bílý král · h1 bílý věž | b8 černý věž · g8 černý král · c7 černý pěšec · f7 černý pěšec · h7 černý pěšec · d6 černý pěšec · g6 černý pěšec · d5 černý střelec · b4 bílý jezdec · c3 bílý pěšec · e3 bílý pěšec · f2 bílý pěšec · g2 bílý pěšec · h2 bílý pěšec · e1 bílý král · h1 bílý věž | b8 černý věž · g8 černý král · c7 černý pěšec · f7 černý pěšec · h7 černý pěšec · d6 černý pěšec · g6 černý pěšec · d5 černý střelec · b4 bílý jezdec · c3 bílý pěšec · e3 bílý pěšec · f2 bílý pěšec · g2 bílý pěšec · h2 bílý pěšec · e1 bílý král · h1 bílý věž | b8 černý věž · g8 černý král · c7 černý pěšec · f7 černý pěšec · h7 černý pěšec · d6 černý pěšec · g6 černý pěšec · d5 černý střelec · b4 bílý jezdec · c3 bílý pěšec · e3 bílý pěšec · f2 bílý pěšec · g2 bílý pěšec · h2 bílý pěšec · e1 bílý král · h1 bílý věž | b8 černý věž · g8 černý král · c7 černý pěšec · f7 černý pěšec · h7 černý pěšec · d6 černý pěšec · g6 černý pěšec · d5 černý střelec · b4 bílý jezdec · c3 bílý pěšec · e3 bílý pěšec · f2 bílý pěšec · g2 bílý pěšec · h2 bílý pěšec · e1 bílý král · h1 bílý věž | b8 černý věž · g8 černý král · c7 černý pěšec · f7 černý pěšec · h7 černý pěšec · d6 černý pěšec · g6 černý pěšec · d5 černý střelec · b4 bílý jezdec · c3 bílý pěšec · e3 bílý pěšec · f2 bílý pěšec · g2 bílý pěšec · h2 bílý pěšec · e1 bílý král · h1 bílý věž | 3 |
| 2 | b8 černý věž · g8 černý král · c7 černý pěšec · f7 černý pěšec · h7 černý pěšec · d6 černý pěšec · g6 černý pěšec · d5 černý střelec · b4 bílý jezdec · c3 bílý pěšec · e3 bílý pěšec · f2 bílý pěšec · g2 bílý pěšec · h2 bílý pěšec · e1 bílý král · h1 bílý věž | b8 černý věž · g8 černý král · c7 černý pěšec · f7 černý pěšec · h7 černý pěšec · d6 černý pěšec · g6 černý pěšec · d5 černý střelec · b4 bílý jezdec · c3 bílý pěšec · e3 bílý pěšec · f2 bílý pěšec · g2 bílý pěšec · h2 bílý pěšec · e1 bílý král · h1 bílý věž | b8 černý věž · g8 černý král · c7 černý pěšec · f7 černý pěšec · h7 černý pěšec · d6 černý pěšec · g6 černý pěšec · d5 černý střelec · b4 bílý jezdec · c3 bílý pěšec · e3 bílý pěšec · f2 bílý pěšec · g2 bílý pěšec · h2 bílý pěšec · e1 bílý král · h1 bílý věž | b8 černý věž · g8 černý král · c7 černý pěšec · f7 černý pěšec · h7 černý pěšec · d6 černý pěšec · g6 černý pěšec · d5 černý střelec · b4 bílý jezdec · c3 bílý pěšec · e3 bílý pěšec · f2 bílý pěšec · g2 bílý pěšec · h2 bílý pěšec · e1 bílý král · h1 bílý věž | b8 černý věž · g8 černý král · c7 černý pěšec · f7 černý pěšec · h7 černý pěšec · d6 černý pěšec · g6 černý pěšec · d5 černý střelec · b4 bílý jezdec · c3 bílý pěšec · e3 bílý pěšec · f2 bílý pěšec · g2 bílý pěšec · h2 bílý pěšec · e1 bílý král · h1 bílý věž | b8 černý věž · g8 černý král · c7 černý pěšec · f7 černý pěšec · h7 černý pěšec · d6 černý pěšec · g6 černý pěšec · d5 černý střelec · b4 bílý jezdec · c3 bílý pěšec · e3 bílý pěšec · f2 bílý pěšec · g2 bílý pěšec · h2 bílý pěšec · e1 bílý král · h1 bílý věž | b8 černý věž · g8 černý král · c7 černý pěšec · f7 černý pěšec · h7 černý pěšec · d6 černý pěšec · g6 černý pěšec · d5 černý střelec · b4 bílý jezdec · c3 bílý pěšec · e3 bílý pěšec · f2 bílý pěšec · g2 bílý pěšec · h2 bílý pěšec · e1 bílý král · h1 bílý věž | b8 černý věž · g8 černý král · c7 černý pěšec · f7 černý pěšec · h7 černý pěšec · d6 černý pěšec · g6 černý pěšec · d5 černý střelec · b4 bílý jezdec · c3 bílý pěšec · e3 bílý pěšec · f2 bílý pěšec · g2 bílý pěšec · h2 bílý pěšec · e1 bílý král · h1 bílý věž | 2 |
| 1 | b8 černý věž · g8 černý král · c7 černý pěšec · f7 černý pěšec · h7 černý pěšec · d6 černý pěšec · g6 černý pěšec · d5 černý střelec · b4 bílý jezdec · c3 bílý pěšec · e3 bílý pěšec · f2 bílý pěšec · g2 bílý pěšec · h2 bílý pěšec · e1 bílý král · h1 bílý věž | b8 černý věž · g8 černý král · c7 černý pěšec · f7 černý pěšec · h7 černý pěšec · d6 černý pěšec · g6 černý pěšec · d5 černý střelec · b4 bílý jezdec · c3 bílý pěšec · e3 bílý pěšec · f2 bílý pěšec · g2 bílý pěšec · h2 bílý pěšec · e1 bílý král · h1 bílý věž | b8 černý věž · g8 černý král · c7 černý pěšec · f7 černý pěšec · h7 černý pěšec · d6 černý pěšec · g6 černý pěšec · d5 černý střelec · b4 bílý jezdec · c3 bílý pěšec · e3 bílý pěšec · f2 bílý pěšec · g2 bílý pěšec · h2 bílý pěšec · e1 bílý král · h1 bílý věž | b8 černý věž · g8 černý král · c7 černý pěšec · f7 černý pěšec · h7 černý pěšec · d6 černý pěšec · g6 černý pěšec · d5 černý střelec · b4 bílý jezdec · c3 bílý pěšec · e3 bílý pěšec · f2 bílý pěšec · g2 bílý pěšec · h2 bílý pěšec · e1 bílý král · h1 bílý věž | b8 černý věž · g8 černý král · c7 černý pěšec · f7 černý pěšec · h7 černý pěšec · d6 černý pěšec · g6 černý pěšec · d5 černý střelec · b4 bílý jezdec · c3 bílý pěšec · e3 bílý pěšec · f2 bílý pěšec · g2 bílý pěšec · h2 bílý pěšec · e1 bílý král · h1 bílý věž | b8 černý věž · g8 černý král · c7 černý pěšec · f7 černý pěšec · h7 černý pěšec · d6 černý pěšec · g6 černý pěšec · d5 černý střelec · b4 bílý jezdec · c3 bílý pěšec · e3 bílý pěšec · f2 bílý pěšec · g2 bílý pěšec · h2 bílý pěšec · e1 bílý král · h1 bílý věž | b8 černý věž · g8 černý král · c7 černý pěšec · f7 černý pěšec · h7 černý pěšec · d6 černý pěšec · g6 černý pěšec · d5 černý střelec · b4 bílý jezdec · c3 bílý pěšec · e3 bílý pěšec · f2 bílý pěšec · g2 bílý pěšec · h2 bílý pěšec · e1 bílý král · h1 bílý věž | b8 černý věž · g8 černý král · c7 černý pěšec · f7 černý pěšec · h7 černý pěšec · d6 černý pěšec · g6 černý pěšec · d5 černý střelec · b4 bílý jezdec · c3 bílý pěšec · e3 bílý pěšec · f2 bílý pěšec · g2 bílý pěšec · h2 bílý pěšec · e1 bílý král · h1 bílý věž | 1 |
|   | a | b | c | d | e | f | g | h |   |

Absolutní vazba je taková vazba, kdy figura ve vazbě brání před útokem krále. V takovém případě pohyb vázanou figurou zapovídají pravidla hry. Král nesmí být nikdy v pozici šach. Relativní vazba je taková vazba, kdy vázaná figura brání před útokem nějakou silnější nebo cennější figuru, než je sama. Pohyb takovou figurou je podle pravidel hry možný, obvykle ale pro hráče nevýhodný neboť působí materiální ztrátu.
Pokud je věž nebo dáma připoutána vazbou na nějakou řadu nebo sloupec, či dáma nebo střelec připoután na úhlopříčku, mluvíme o částečné vazbě. Figura ve vazbě se může určitým omezeným způsobem pohybovat, nesmí ale opustit prostor (sloupec, řadu nebo diagonálu), ke které je připoutána. Částečně vázaná figura může zrušit svou vazbu tím, že vezme figuru, která ji váže. I tak je částečná vazba výhodou pro hráče, který ji vyvolává. Například, pokud je dáma částečně vázána věží nebo střelcem a figura, která ji váže je pokrytá, znamená braní takové figury ztrátu materiálu. Všimněte si, dáma je vždy vázána pouze částečně. Může se pohybovat všemi směry a figuru, která ji váže může vždy sebrat (pozor, ne vždy je to výhodné).
Je možné, že dvě nepřátelské figury se mohou vzájemně částečně vázat. Je možné že jedna figura může současně vázat a současně být ve vazbě.
Vazbu lze zrušit několika způsoby: vzít soupeřovu figuru, která váže, představit jinou figuru, přesunout figuru, kvůli které vazba vzniká, na jiné místo.
Někdy lze postavení považovat za situační vazbu. Situační vazba není absolutní vazba a s vázanou figurou lze stále pohybovat podle pravidel, avšak přesun vázané figury mimo linii útoku může mít pro hráče za následek určitou újmu (např. mat, okamžitou ztrátu hry, obsazení kritického pole soupeřem atd.).